# روئون تونگیک
روئون تونگیک (انگلیسی: Ruon Tongyik؛ زادهٔ ۲۸ دسامبر ۱۹۹۶) بازیکن فوتبال سودانی‌تبار اهل استرالیا است که در پست مدافع بازی می‌کند.
از باشگاه‌هایی که در آن بازی کرده‌است می‌توان به باشگاه فوتبال آدلاید یونایتد و باشگاه فوتبال مس کرمان اشاره کرد.
وی همچنین در تیم‌های ملی فوتبال زیر ۲۳ سال استرالیا و استرالیا بازی کرده‌است.